# فهرست شهرستان‌های استان آذربایجان غربی
استان آذربایجان غربی دارای ۲۰ شهرستان است. شهرستان ارومیه پرجمعیت‌ترین شهرستان استان است. این استان در سال ۱۳۹۵ دارای ۳٬۲۶۵٬۲۱۹ نفر جمعیت بوده‌است. شهرستانهای استان آذربایجان غربی بر پایه سرشماری سال‌های ۱۳۹۰ و ۱۳۹۵ خورشیدی بدین شرح است:
| ۱  | ارومیه   | ارومیه       | ۹۶۳٬۷۳۸ | ۱٬۰۴۰٬۵۶۵ | ۱۳۱۶ | ۱٬۰۴۰٬۵۶۵ | ۹۶۳٬۷۳۸ | +۷٫۹۷٪  |
| ۲  | خوی      | خوی          | ۳۵۴٬۳۰۹ | ۳۴۸٬۶۶۴   | ۱۳۱۶ | ۳۴۸٬۶۶۴   | ۳۵۴٬۳۰۹ | −۱٫۵۹٪  |
| ۳  | میاندوآب | میاندوآب     | ۲۶۰٬۶۲۸ | ۲۷۳٬۹۴۹   | ۱۳۳۷ | ۲۷۳٬۹۴۹   | ۲۶۰٬۶۲۸ | +۵٫۱۱٪  |
| ۴  | بوکان    | بوکان        | ۲۲۴٬۶۲۸ | ۲۵۱٬۴۰۹   | ۱۳۶۸ | ۲۵۱٬۴۰۹   | ۲۲۴٬۶۲۸ | +۱۱٫۹۲٪ |
| ۵  | مهاباد   | مهاباد       | ۲۱۵٬۵۲۹ | ۲۳۶٬۸۴۹   | ۱۳۱۶ | ۲۳۶٬۸۴۹   | ۲۱۵٬۵۲۹ | +۹٫۸۹٪  |
| ۶  | سلماس    | سلماس        | ۱۹۲٬۵۹۱ | ۱۹۶٬۵۴۶   | ۱۳۳۷ | ۱۹۲٬۵۹۱   | ۱۹۶٬۵۴۶ | −۲٫۰۱٪  |
| ۷  | پیرانشهر | پیرانشهر     | ۱۲۳٬۶۳۹ | ۱۳۸٬۸۶۴   | ۱۳۴۸ | ۱۳۸٬۸۶۴   | ۱۲۳٬۶۳۹ | +۱۲٫۳۱٪ |
| ۸  | نقده     | نقده         | ۱۲۱٬۶۰۲ | ۱۲۷٬۶۷۱   | ۱۳۳۷ | ۱۲۷٬۶۷۱   | ۱۲۱٬۶۰۲ | +۴٫۹۹٪  |
| ۹  | سردشت    | سردشت        | ۱۱۱٬۵۹۰ | ۱۱۸٬۸۴۹   | ۱۳۴۹ | ۱۱۸٬۸۴۹   | ۱۱۱٬۵۹۰ | +۶٫۵۱٪  |
| ۱۰ | ماکو     | ماکو         | ۸۸٬۸۶۳  | ۹۴٬۷۵۱    | ۱۳۲۰ | ۹۴٬۷۵۱    | ۸۸٬۸۶۳  | +۶٫۶۳٪  |
| ۱۱ | شاهین‌دژ  | شاهین‌دژ      | ۹۱٬۱۱۳  | ۹۲٬۴۵۶    | ۱۳۶۹ | ۹۲٬۴۵۶    | ۹۱٬۱۱۳  | +۱٫۴۷٪  |
| ۱۲ | تکاب     | تکاب         | ۷۸٬۱۲۲  | ۸۰٬۵۵۶    | ۱۳۶۹ | ۸۰٬۵۵۶    | ۷۸٬۱۲۲  | +۳٫۱۲٪  |
| ۱۳ | اشنویه   | اشنویه       | ۷۰٬۰۳۰  | ۷۳٬۸۸۶    | ۱۳۷۵ | ۷۳٬۸۸۶    | ۷۰٬۰۳۰  | +۵٫۵۱٪  |
| ۱۴ | شوط      | شوط          | ۵۲٬۵۱۹  | ۵۵٬۶۸۲    | ۱۳۸۶ | ۵۵٬۶۸۲    | ۵۲٬۵۱۹  | +۶٫۰۲٪  |
| ۱۵ | چایپاره  | قره‌ضیاءالدین | ۴۳٬۲۰۶  | ۴۷٬۲۹۲    | ۱۳۸۶ | ۴۷٬۲۹۲    | ۴۳٬۲۰۶  | +۹٫۴۶٪  |
| ۱۶ | چالدران  | سیه‌چشمه      | ۴۶٬۳۸۹  | ۴۵٬۰۶۰    | ۱۳۷۵ | ۴۵٬۰۶۰    | ۴۶٬۳۸۹  | −۲٫۸۶٪  |
| ۱۷ | پلدشت    | پلدشت        | ۴۲٬۰۷۱  | ۴۲٬۱۷۰    | ۱۳۸۶ | ۴۲٬۱۷۰    | ۴۲٬۰۷۱  | +۰٫۲۴٪  |
| ۱۸ | ميرآباد  | میرآباد      | -       | ۲۹٬۴۹۸    | ۱۴۰۱ |           |         |         |
| ۱۹ | چهاربرج  | چهاربرج      | -       | ۲۶٬۲۱۹    | ۱۴۰۰ |           |         |         |
| ۲۰ | باروق    | باروق        | -       | ۲۲٬۳۸۵    | ۱۴۰۰ |           |         |         |